# Кайгородов Олександр Петрович
Олекса́ндр Петро́вич Кайгоро́дов (рос. Александр Петрович Кайгородов; 1887, Абай, Уймонська волость, Бійський повіт, Томська губернія, Російська імперія — 16 квітня 1922, Катанда, Алтайська губернія, Радянська Росія) — військовий діяч періоду Громадянської війни в Росії, очільник військ Каракорум-Алтайського округу. Учасник Білого руху, соратник і союзник генерала барона Р. Ф. Унгерна фон Штернберга.
Його мати була алтайкою, а батько — росіянином.
Брав участь в бойових діях проти червоних частин в районі р. Іртиш і на Алтаї. На завершальному етапі війни, в 1920–1921, загони Кайгородова дислокувались на території Богдо-ханської Монголії. У вересні 1921 року з чотирма сотнями бійців увійшов з Монголії на території Алтаю, щоби підтримати антирадянське повстання алтайців. Зазнав поразки і загинув у бою у квітні 1922 року.